# 托夫特鎮區 (明尼蘇達州庫克縣)
托夫特鎮區（英語：Tofte Township）是位於美國明尼蘇達州庫克縣的一個行政鎮區。

## 地方資料
托夫特鎮區的面積為421.04平方千米，當中陸地面積為400.67平方千米，而水域面積為20.37平方千米。根據2020年美國人口普查的數據，當地共有人口269人，而人口密度為每平方千米0.64人。